# Christy Clark
Christina Joan Clark "Christy" (nascida em 29 de outubro de 1965 em Burnaby) é uma política canadense que foi a 35ª primeira-ministra da província de Colúmbia Britânica, no Canadá entre 2011 e 2017. Clark foi eleita como primeira-ministra em 14 de março de 2011, depois que ela ganhou a liderança do Partido Liberal da Colúmbia Britânica na eleição de liderança em 26 de fevereiro de 2011. Ela é a segunda mulher a servir como primeira ministra na Colúmbia Britânica, após Rita Johnston em 1991, no entanto Clark é até agora a única mulher premier de BC que realizou uma eleição em seu próprio direito.
Clark serviu como membro do Poder Legislativo de 1996 a 2005, servindo como vice-presidente de 2001 a 2005 durante o primeiro mandato do governo de Gordon Campbell. Ela deixou a política em 2005, e se tornou anfitriã de um talk show de rádio à tarde. No momento de sua vitória na liderança, Clark não era membro da Assembléia Legislativa da Colúmbia Britânica. Ela reentrou na legislatura depois de ganhar uma eleição em 11 de maio de 2011, no lugar deixado vago por Campbell.
Seu governo foi reeleito nas eleições provinciais de 2013, mas Clark foi derrotada por David Eby em seu próprio condado em Vancouver-Point Gray. Ela foi posteriormente reeleita para a legislatura em uma eleição em Westside-Kelowna em 10 de julho de 2013. Ela deixou de ser pprimeira-ministra quando seu partido foi derrotado por uma moção de não confiança na legislatura em 29 de junho de 2017.